# Le ragazze del Pandora's Box
Le ragazze del Pandora's Box (titolo originale Stage Mother) è un film canadese del 2020, diretto da Thom Fitzgerald su soggetto di Brad Hennig. Nel film recitano alcune stars del calibro di Jacki Weaver, Lucy Liu, Adrian Grenier, Mya Taylor. È stato presentato in prima mondiale al Palm Springs International Film Festival il 4 gennaio 2020.

## Trama
Maybelline, sposata con Jeb,  è direttore del coro di una chiesa conservatrice in una cittadina del Texas (RedWine) ed eredita un locale gay di proprietà di suo figlio Ricky, diventato Drag Queen, morto per overdose e ripudiato dal padre perbenista. Al funerale del figlio, Maybelline è costretta a confrontarsi col mondo gay di San Francisco.